# Alban Butler
Alban Butler (Appletree, 24 ottobre 1710 – Saint-Omer, 15 maggio 1773) è stato un presbitero, teologo e biografo inglese, uno dei più importanti agiografi della Chiesa cattolica, autore della monumentale opera The Lives of the Fathers, Martyrs and Other Principal Saints (1756-59).

## Biografia
Nacque da una famiglia di proprietari terrieri di antiche tradizioni cattoliche. I genitori morirono quando era ancora bambino, venne perciò educato grazie all'interessamento di alcuni amici della famiglia. Studiò prima vicino Preston, poi nel 1724 andò al Collegio inglese di Douai (nelle Fiandre) dove fece i suoi studi classici e teologici sotto la direzione dei gesuiti. Fu ordinato presbitero nel 1734. Restò poi ad insegnare filosofia e teologia nello stesso Istituto, dove collaborò con il vescovo Challoner, che stava scrivendo un'opera sulle Vite dei preti missionari, poi pubblicata con il titolo: Britannia Sancta. Da quelle ricerche scaturì l'idea di scrivere un'opera sulle Vite dei santi.
Nel 1745 gli venne affidato il compito di precettore e tutore del giovane conte di Shrewsbury, George Talbot e dei suoi fratelli James e Thomas, (che poi diventarono vescovi cattolici). Secondo l'usanza dell'epoca dovette seguire il giovane conte nel viaggio d'istruzione in tutta l'Europa, compiendo il Grand Tour assieme a lui e ai suoi fratelli.
Vennero quindi anche in Italia dove visitarono Genova, Firenze, Massa, Pisa, Roma, Napoli, Terni, Orvieto, Ancona, Brescia, Milano.
Butler scrisse un dettagliato diario di questo viaggio, che poi fu rielaborato e dato alle stampe dal nipote e suo biografo Charles, con il titolo: Travels through France and Italy, and Part of Austrian, French, and Dutch Netherland, during the Years 1745 and 1746, (Viaggi attraverso la Francia e l'Italia, e parte dell'Austria e dei Paesi Bassi, negli anni 1745 e 1746). Durante questo viaggio poté compiere molte ricerche sull'argomento che più lo interessava, e cioè le Vite dei santi.
Tornò poi in Inghilterra con l'incarico di reggere una parrocchia nello Staffordshire, lì fu nominato cappellano del duca di Norfolk e divenne precettore dell'On. Edward Howard, nipote del duca, che accompagnò come tutore a Parigi, dove ebbe modo di continuare le sue ricerche e dove scrisse i primi volumi della sua opera.
Fra il 1756 e il 1759, pubblicò la prima edizione della sua opera, che avrebbe dovuto essere stampata in quattro volumi in ottavo, dedicato ognuno ad un trimestre, ma poi ogni volume fu diviso in due, perché troppo grosso, avendo più di mille pagine, così la prima edizione uscì con otto volumi. Le successive edizioni, stampate dopo la sua morte, furono pubblicate in dodici volumi, uno per ogni mese dell'anno.
Nel 1766 Butler tornò al Collegio inglese gesuita di Douai in veste di rettore e vi rimase fino alla morte, sopravvenuta nel 1773.
Butler proseguì i suoi studi per tutta la sua vita, il vicario della diocesi di Saint-Omer, abate de la Sépouze, ci riferisce:"Ogni istante che Butler non dedicava al governo del suo collegio lo impiegava a studiare e, quando era obbligato ad uscire, leggeva camminando: lo incontravo con due libri sotto le ascelle e un terzo in mano".
Pur avendo dedicato gran parte della sua vita allo studio e alle ricerche, Butler non trascurò di svolgere con passione e dedizione le sue funzioni di presbitero, dimostrando grandezza d'animo, disponibilità verso il prossimo e attenzione verso tutti coloro che avevano bisogno di aiuto morale e materiale. Fu un intellettuale ed un asceta ricco di sentimenti.
La sua generosità e umiltà erano proverbiali, il dott. William Cole, un autorevole pastore anglicano che volle andare a conoscerlo a Saint-Omer dopo aver letto la sua opera, ci riferisce che Butler gli fece preparare un pranzo sontuoso, con una pregevole zuppa di pesce, omelette, insalata e leccornie di ogni tipo, dopo si scusò dicendo:"Sono spiacente di quanto lei potrà pensare di un ricevimento troppo povero per meritarne un ricordo; mi sentirò sempre molto obbligato per la sua bontà nell'aver accettato la nostra umile accoglienza e lo sarò ancor di più se mai troverà conveniente favorirci della sua compagnia più a lungo e di frequente, secondo il suo agio".
La sua opera fu revisionata e pubblicata, successivamente alla sua morte, dal nipote, avvocato Charles Butler, che scrisse anche una sua biografia.
Fu tradotta in francese e pubblicata dagli abati Jean-François Godescard (canonico di Saint-Honoré) e Joseph-François Marie, 1784 in 12 volumi, 1808 (a Tolosa) 13 volumi in-8, 1836 14 volumi in-8.
In italiano ha avuto alcune traduzioni dall'Ottocento ad oggi, sempre in vari volumi. Una recente, in edizione ridotta e volume unico, è di Diego Manetti.

### Scritti
Alban Butler, The Lives of the Fathers, Martyrs and Other Principal Saints:
| Mese      | ISBN          |
| Gennaio   | 0-8146-2377-8 |
| Febbraio  | 0-8146-2378-6 |
| Marzo     | 0-8146-2379-4 |
| Aprile    | 0-8146-2380-8 |
| Maggio    | 0-8146-2381-6 |
| Giugno    | 0-8146-2382-4 |
| Luglio    | 0-8146-2383-2 |
| Agosto    | 0-8146-2384-0 |
| Settembre | 0-8146-2385-9 |
| Ottobre   | 0-8146-2386-7 |
| Novembre  | 0-8146-2387-5 |
| Dicembre  | 0-8146-2388-3 |

### Edizioni italiane
- Alban Butler, Vite dei santi secondo il calendario, Milano, Arnoldo Mondadori, 2010. 6 voll.
- Alban Butler, I santi secondo il calendario, [Bologna], [Poligrafici Editoriale], 2007-2008. 12 voll.
- Alban Butler, I SANTI secondo il calendario, Milano, Edizioni RCS Quotidiani S.p.A. pubblicata su licenza di Mondadori, 2006.
- Alban Butler, Il primo grande dizionario dei santi secondo il calendario, Casale Monferrato, Edizioni PIEMME S.p.A, 2001., anche rist. 2003 ISBN 88-384-6913-X
- Alban Butler, Florilegio di vite de' santi scritte in inglese dall'abate Albano Butler, Monza, Corbetta, 1834-1835. 4 voll. in 8 tomi
- Alban Butler, Vite dei padri, dei martiri e degli altri principali santi tratte dagli atti originali e da' più autentici monumenti con note istoriche e critiche. Opera dall'originale inglese dell'ab. Albano Butler recata liberamente in francese dall'ab. Gian-Francesco Godescard e dal francese giusta l'ultima edizione di Versailles 1818 a 1820 fedelmente volgarizzata ed arricchita di alcune aggiunte, Venezia, presso Giuseppe Battaggia tip. edit., 1823-1826. 20 tomi
- (EN) Charles Butler (a cura di), Travels through France and Italy, and Part of Austrian, French, and Dutch Netherland, during the Years 1745 and 1746, Paperback, 2011, ISBN 978-1-245-47187-9.